# ویکتور فریرا
ویکتور فریرا (۲۴ فوریهٔ ۱۹۶۴) یک بازیکن فوتبال اهل آرژانتین است. وی در تیم ملی فوتبال آرژانتین بازی کرده است.